# لويس جييو
لويس جييو (بالفرنسية: Louis Guilloux)‏ ولد في 15 يناير 1899 بسانت بريوك وتوفى في 14 أكتوبر 1980 بنفس المكان. وهو كاتب فرنسي. حصل على جائزة رينودو الأدبية عام 1949.

## روابط خارجية
- لويس جييو على موقع IMDb (الإنجليزية)
- لويس جييو على موقع الموسوعة البريطانية (الإنجليزية)
- لويس جييو على موقع مونزينجر (الألمانية)
- لويس جييو على موقع ميوزك برينز (الإنجليزية)
- لويس جييو على موقع قاعدة بيانات الفيلم (الإنجليزية)